# Gostchorz
Gostchorz (prononciation : [ˈɡɔstxɔʂ]) est un village polonais de la gmina de Wiśniew dans le powiat de Siedlce de la voïvodie de Mazovie dans le centre-est de la Pologne.
Il se situe à environ 3 kilomètres au sud de Wiśniew (siège de la gmina), 13 kilomètres au sud de Siedlce (siège du powiat) et à 91 kilomètres à l'est de Varsovie (capitale de la Pologne).
Le village comptait approximativement une population de 182 habitants en 2012.

## Histoire
De 1975 à 1998, le village appartenait administrativement à la voïvodie de Siedlce.
Depuis 1999, il appartient administrativement à la voïvodie de Mazovie